# Tasmaanse doornsnavel
De Tasmaanse doornsnavel (Acanthiza ewingii) is een vogel uit de familie Acanthizidae (Australische zangers).

## Kenmerken
Het is een kleine vogel (ongeveer 10 centimeter) met een bruingetint verenkleed. Tussen de mannetjes en vrouwtjes is in het uiterlijk geen duidelijk verschil te onderscheiden.

## Leefwijze
De Tasmaanse doornsnavel voedt zich voornamelijk met kleine insecten, die hij op de grond en vlak daarboven vindt.

## Verspreiding en leefgebied
Deze vogel komt alleen voor op Tasmanië en enkele kleinere eilanden in de Straat Bass. Zijn natuurlijke habitat is voornamelijk regenwoud, nat bos en ook scrubland. De soort telt twee ondersoorten:
- A. e. ewingii: Tasmanië en Flinderseiland.
- A. e. rufifrons: Kingeiland.

## Status
De grootte van de populatie is niet gekwantificeerd maar de soort wordt omschreven als op veel plaatsen algemeen. Op de Rode lijst van de IUCN heeft deze soort de status niet bedreigd.